# 安德烈·阿加西
安德烈·柯克·阿加西（英語：Andre Kirk Agassi，1970年4月29日—），美國前職業網球運動員，單打最高世界排名第一，八座大滿貫得主，國際網球名人堂成員。
阿加西是首位在草地、泥地、硬地及快速硬地上贏得男子单打职业生涯大滿貫的运动员。他与德国网球选手格拉芙（历史上唯一的年度单打金满贯得主）是“网坛金满贯夫妇”。

## 職業生涯
2006年美國網球公開賽男子單打比賽第三轮（2006年9月3日），阿加西以盤數1-3（比分 : 5–7、7–64、4–6、5–7）敗給出局，职业生涯至此退役。阿格西生涯累積870勝和60個ATP單打冠軍。

## 近期活動
2017年羅馬大師賽後，乔科维奇宣布阿格西為其新任教練。阿格西此前未曾正式執教。2018年3月30日，阿加西结束了和德约科维奇之间的合作关系。

## 技術分析

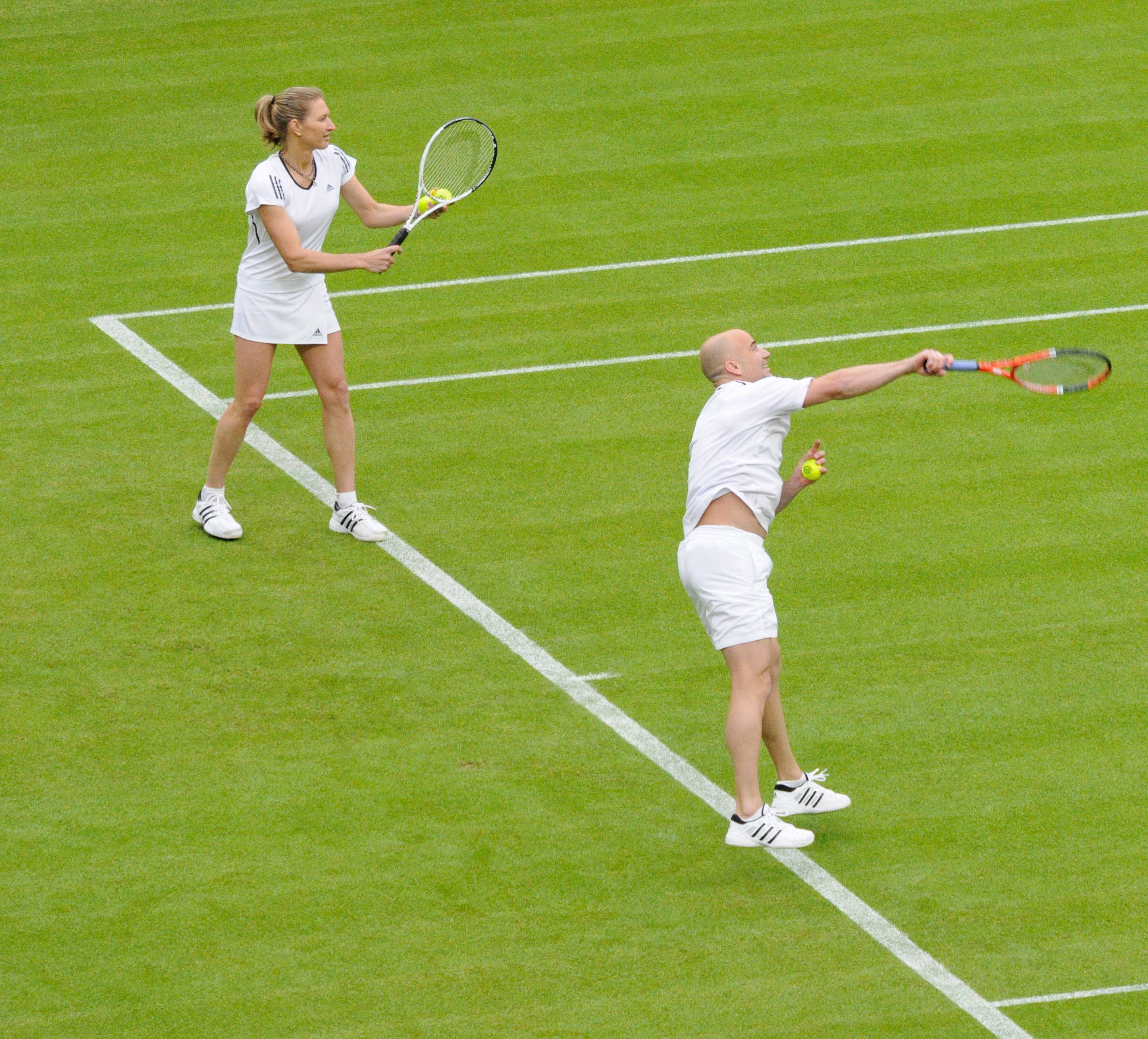
阿加西和格拉芙的2009温网表演赛

阿加西是一名底線抽擊為主的球員，而且具有極強接發球能力，打法適合各種場地，他被譽為90年代中最佳的底線球員，他和前球王主宰了90年代的男子網壇，後者获得更多大满贯，但阿加西的技术更全面适合任何场地。

## 其他
謝幕詞
今天分數板上打出的成績說我輸了，但它沒有告訴大家，在過去的二十一年，無論是在球場還是在人生道路上，我得到了你們始終如一的支持。是你們的鼓勵推動我向前，令我即使在最低潮的時候，仍能跨過一個又一個難關，實現我的夢想。你們帶給我的回憶將伴我一生，我永遠都會想念你們！

## 職涯成績

### 大滿貫

#### 男單冠軍（8）
| 年份 | 比賽 | 場地 | 決賽對手 | 對手國籍 | 勝方比分                  |
| ---- | ---- | ---- | -------- | -------- | ------------------------- |
| 1992 |      | 草地 |          | 克罗地亚 | 68–7、6–4、6–4、1–6、6–4  |
| 1994 | 美网 | 硬地 |          | 德国     | 6–1、7–65、7–5            |
| 1995 | 网   | 硬地 |          | 美国     | 4–6、6–1、7–66、6–4       |
| 1999 | 法网 | 泥地 |          | 烏克蘭   | 1–6、2–6、6–4、6–3、6–4   |
| 1999 | 美网 | 硬地 |          | 美国     | 6–4、65–7、62–7、6–3、6–2 |
| 2000 | 网   | 硬地 |          | 俄羅斯   | 3–6、6–3、6–2、6–4        |
| 2001 | 网   | 硬地 |          | 法國     | 6–4、6–2、6–2             |
| 2003 | 网   | 硬地 |          | 德国     | 6–2、6–2、6–1             |

#### 男單亞軍（7）
| 年份 | 比賽 | 場地 | 決賽對手 | 對手國籍 | 勝方比分                |
| ---- | ---- | ---- | -------- | -------- | ----------------------- |
| 1990 | 法网 | 泥地 |          | 厄瓜多   | 6–3、2–6、6–4、6–4      |
| 1990 | 美网 | 硬地 |          | 美国     | 6–4、6–3、6–2           |
| 1991 | 法网 | 泥地 |          | 美国     | 3–6、6–4、2–6、6–1、6–4 |
| 1995 | 美网 | 硬地 |          | 美國     | 6–4、6–3、4–6、7–5      |
| 1999 |      | 草地 |          | 美国     | 6–3、6–4、7–5           |
| 2002 | 美网 | 硬地 |          | 美国     | 6–3、6–4、5–7、6–4      |
| 2005 | 美网 | 硬地 |          | 瑞士     | 6–3、2–6、7–61、6–1     |

### ATP巡迴賽

#### 單打冠軍（60）
- 1987 (1) - 伊塔巴里卡
- 1988 (6) - 孟菲斯、查爾斯頓、森林山、史圖加特室外賽、斯卓頓山、利文斯通
- 1989 (1) - 奧蘭多
- 1990 (4) - 三藩市、邁阿密(比斯坎湾利普顿錦標賽)A、華盛頓(梅森精英賽)、ATP年終賽
- 1991 (2) - 奧蘭多、華盛頓(梅森精英賽)
- 1992 (3) - 亞特蘭大、溫布頓、多倫多A
- 1993 (2) - 三藩市、斯科茨戴爾
- 1994 (5) - 斯科茨戴爾、多倫多A、美網、維也納、巴黎室內賽A
- 1995 （页面存档备份，存于） (7) - 澳網、圣何塞(Sybase公開賽)、邁阿密(比斯坎湾立頓錦標賽)A、華盛頓(梅森精英賽)、蒙特利尔A、辛辛纳提A、紐黑文
- 1996 (3) - 邁阿密(比斯坎湾立頓錦標賽)A、亞特蘭大奧運會、辛辛纳提A
- 1998 (5) - 聖荷西(Sybase公開賽)、斯科茨戴爾、華盛頓(梅森精英賽)、洛杉磯(梅塞德斯-朋馳盃)、奧斯特拉發
- 1999 （页面存档备份，存于） (5) - 香港沙龍公開賽、法網、華盛頓(梅森精英賽)、美網、巴黎室內賽A
- 2000 (1) - 澳網
- 2001 (4) - 澳網、印第安泉大師賽A、邁阿密大師賽(易利信公開賽)A、洛杉磯(梅塞德斯-盃)
- 2002 (5) - 斯科茨戴爾、邁阿密大師賽(纳斯达克100公開賽)A、羅馬大師賽A、洛杉磯(梅塞德斯-朋馳盃)、馬德里大師賽A
- 2003 (4) - 澳網、聖荷西(Siebel公開賽)、邁阿密大師賽(納斯達克100公開賽)A、休士頓(美國男子泥地錦標賽)
- 2004 (1) - 辛辛那堤大師賽A
- 2005 (1) - 洛杉磯(梅塞德斯-盃)

^  注解A：為ATP大師賽 (共17項冠軍)

## 奧運會

### 男單金牌（1）
| 年份 | 比賽           | 場地 | 決賽對手 | 對手國籍 | 勝方比分      |
| ---- | -------------- | ---- | -------- | -------- | ------------- |
| 1996 | 亞特蘭大奧運會 | 硬地 | 布魯格拉 | 西班牙   | 6–2, 6–3, 6–1 |

## 個人生活
阿格西的父親是伊朗亞美尼亞裔人，他的家族原姓阿加西安（Agassian），祖輩因為害怕被土耳其迫害，把亞美尼亞人姓氏後綴的-an刪去；他的父親曾是拳擊運動員，并曾代表伊朗參加奧運會拳擊比賽。移居美國後，輾轉落腳拉斯維加斯當賭場荷官。他同時是網球拍穿線專家，球星康納斯、博格等到賭城比賽時，必會光顧他的生意。他早已決定，一家人的出路，是把幾個孩子訓練成職業網球手。為了實現這夢想，他悉心安排，在偏僻的沙漠地方買下房子，為的是後園有足夠空間建私人網球場，他也改裝了一部網球發球機，孩子們從幼年起，每日數小時對着這台「惡龍」練習。他會叫孩子逃學打球，甚至曾要阿加斯兩兄弟出賽前，服用可疑藥物。
根據《阿加西傳奇》一書記載，他的祖父原為沙俄時代的烏克蘭基輔的亞美尼亞裔工匠，在俄國革命時因支持白俄對抗布爾什維克，事敗後逃離俄國，輾轉到了德黑蘭。

## 外部連結
- Andre Agassi | International Tennis Hall of Fame
- 安德烈·阿加西（英文/西班牙文）的官方資料
- 安德烈·阿加西的國際網球總會 職業／青少年 官方資料（英文）
- 安德烈·阿加西的官方資料（英文）
- 安德烈·阿加西在互联网电影资料库（IMDb）上的資料（英文）